# Graffignano
Graffignano é uma comuna italiana da região do Lácio, província de Viterbo, com cerca de 2.288 (Cens. 2001) habitantes. Estende-se por uma área de 29,12 km², tendo uma densidade populacional de 78,57 hab/km². Faz fronteira com Alviano (TR), Attigliano (TR), Bomarzo, Civitella d'Agliano, Lugnano in Teverina (TR), Viterbo.

## Demografia
| Variação demográfica do município entre 1861 e 2011                               |
|                                                                                   |
| Fonte: Istituto Nazionale di Statistica (ISTAT) - Elaboração gráfica da Wikipedia |